# 幻想牢獄のカレイドスコープ
『幻想牢獄のカレイドスコープ』（げんそうろうごくのカレイドスコープ）は、エンターグラムより2020年12月17日に発売されたアドベンチャーゲーム。企画・シナリオは竜騎士07、原画は樋上いたる。公式の略称は「ゲロカス」。

## 概要
仲良しの女子高校生4人組が突如謎の部屋に閉じ込められ、デスゲームを強いられる。4人の少女の首につけられている鉄の首輪は部屋の四隅にある拷問椅子に繋がれており、天井から吊るされている檻の中には白衣を着た少年が入っている。そこで謎の声が響き、4人のうち3人だけが助かるか、あるいはタイムリミットにより4人全員が死ぬかの選択を迫られる。
シナリオ開始時に少年から以下の4枚のカードが渡され、プレイヤーは4人の少女に配役を割り当てる。
- 死刑囚（1枚） - 拷問椅子に座らされ拷問を受ける。
- ピエロ（1枚） - 後述の断罪者が死刑囚に無罪を宣告した場合、死刑囚と立場が入れ替わる。
- 断罪者（2枚） - 死刑囚に有罪を宣告する役と、拷問を実行する役のいずれか。

罵詈雑言が飛び交う壮絶なやり取りの末に死刑囚の拷問が実行されると、残りの3人は首輪が外れて部屋を脱出できる。1つのシナリオが終了すると場面はカードが渡される時点まで戻り、プレイヤーが別の配役を割り当てると新たなシナリオが開始される。これを繰り返すことで物語が進行していき、カードの組み合わせにより12種類のシナリオが展開される。

## 登場人物
五条 風華（ごじょう ふうか）
声 - 茜屋日海夏
おっとりした性格の優等生。勉強ができて思いやりもあり、周囲から厚い信頼を得ている。
田丸 火凛（たまる かりん）
声 - 鈴木みのり
正義感が強く、いじめを絶対に許さない。小学生時代から、特撮ヒーロー番組「仮面ケンドーV6嵐」が大好き。
湯浅 水無（ゆあさ みな）
声 - 豊田萌絵
幼い容姿で甘え上手。高校生となった現在でも小学生のようなロマンチックな妄想にふける。
英 土麗美（はなぶさ どれみ）
声 - 瀬戸麻沙美
無口で感情をつかみづらいが、聞き上手な一面もある。牛丼に対して偏執的な愛情を持っている。
元基 空（もとき そら）
声 - 春名風花
部屋の天井から吊られた檻の中にいる少年。少女たちと意思疎通しようとせず、感情の動きも見せない。

## 主題歌
I'm the great Pretender（グランドOPテーマ）
唄：田村直美、作詞：田村直美、作曲：田村直美、角田崇徳、編曲：角田崇徳
Beautiful World（ファーストOPテーマ）
唄：上間江望、作詞：上間江望、作曲：佐々木久夫、編曲：佐々木久夫

## 制作
企画・シナリオの竜騎士07と原画の樋上いたるは2011年発売の恋愛アドベンチャーゲーム『Rewrite』（Key）で一緒に仕事をしており、これをきっかけに、竜騎士07は樋上いたると最初から組んで何かできればと考えていた。そうした中で本作のプロジェクトが立ち上がり、竜騎士07は「先生（樋上いたる）のふわっとしたかわいらしいキャラクターを、僕のワールドで徹底的に料理したい」という熱意が湧いて樋上いたるに話を持ち掛けた。竜騎士07は断られることを覚悟していたが、話をする中で、樋上いたるもホラーテイストの作品に興味があることがわかり、挑戦の幅としてやってみたいと快諾を受けた。
2018年3月22日開催の「竜騎士07プロジェクト発表会」の中で、本作の情報が『惨劇サンドボックス』というタイトルで初公開された。このタイトルは、惨劇の環境で特定の負荷を与えた4匹のモルモットを集めたらどのように殺しあうのかを実験し、カードを配ったプレイヤーが研究者のような気分で俯瞰する、というコンセプトを表したもので、竜騎士07は自ら「すごく悪趣味」と冗談交じりに語っている。また、本作の「ゲロカス」という略称も竜騎士07が考案したもので、かわいらしいヒロインたちであっても万華鏡（カレイドスコープ）のように見方や状況によっては最低最悪な面も見せるかもしれないという考えを元に、「幻想牢獄のカレイドスコープ」という美しい名前と「ゲロカス」という名前が対になるようなニュアンスにしている。